# Vitry-aux-Loges
Vitry-aux-Loges är en kommun i departementet Loiret i regionen Centre-Val de Loire strax norr Frankrikes mitt. Kommunen ligger i kantonen Châteauneuf-sur-Loire som tillhör arrondissementet Orléans. År 2022 hade Vitry-aux-Loges 2 212 invånare.

## Befolkningsutveckling
Antalet invånare i kommunen Vitry-aux-Loges
| Referens: INSEE |